# François de Noailles
François de Noailles (Jau-Dignac-et-Loirac, 2 de julio de 1519-Bayona, 19 de septiembre de 1585) fue un obispo y embajador francés. Se convirtió en obispo de Dax en 1556, embajador de Francia en la República de Venecia en la década de 1560, y embajador de Carlos IX en el Imperio Otomano de 1571 a 1575.

## Biografía
François fue uno de los tres hermanos que se desempeñaron como diplomáticos franceses, tres de los diecinueve hijos de Louis de Noailles y Catherine de Pierre-Buffière. Nació el 2 de julio de 1519 en el castillo de Noillac.
En el contexto de una alianza franco-otomana, y la obtención de privilegios comerciales y diplomáticos especiales entre Francia y el Imperio Otomano desde 1535-1536, François de Noailles se esforzó por mantener el monopolio diplomático de Francia con el Imperio Otomano, con el fin de tener apalancamiento económico y político en el Mediterráneo, contra España y las ciudades-estado italianas.
Después de la Batalla de Lepanto, trató de mitigar el impacto de la victoria cristiana sobre los turcos, alegando que, en general, no se había ganado mucho terreno sobre los otomanos.
François de Noailles, obispo de Dax, era un prohugonote. En 1574, trabajó para obtener el apoyo del gobernante otomano Selim II a favor de Guillermo de Orange y la rebelión holandesa. Selim II envió su apoyo a través de un mensajero, que trató de poner a los holandeses en contacto con los rebeldes moriscos de España y los piratas de Argel. Selim también envió una gran flota que conquistó Túnez en octubre de 1574, logrando así reducir la presión española sobre los holandeses y conduciendo a negociaciones en la Conferencia de Breda.
François murió en Bayona el 19 o 20 de septiembre de 1585.